# Пятнистая крестовка
Пятнистая крестовка (лат. Pelodytes punctatus) — маленькое бесхвостое земноводное из рода Крестовки.

## Описание

### Внешний вид
Длина тела не более 5 см. Плавательные перепонки на задних лапках слабо развиты, пяточный бугор маленький и округлый. У самцов есть горловые резонаторы.

### Ареал
Обитает в Юго-Западной Европе: Пиренейский полуостров, Франция, северо-запад Италии и южная Бельгия.

## Пятнистая крестовка и человек
Численность местами сокращается из-за разрушения мест обитания.